# Revendication
En droit civil français, l'action en revendication (rei vindicatio, réclamation de la chose) protège le droit de propriété : c'est l'action en justice qui permet au propriétaire de faire reconnaître et sanctionner son droit. Elle aboutira, en cas de succès, à la restitution du bien objet du droit de propriété revendiqué.
Une action en revendication peut aussi concerner un brevet, qui est un type de droit de propriété intellectuelle.